# Abhandlungen aus dem Gebiete der Naturwissenschaften herausgegeben von dem Naturwissenschaftlichen Verein in Hamburg
Abhandlungen aus dem Gebiete der Naturwissenschaften herausgegeben von dem Naturwissenschaftlichen Verein in Hamburg, (abreujat Abh. Naturwiss. Naturwiss. Verein Hamburg), va ser una revista amb il·lustracions i descripcions botàniques que va ser editada a Hamburg des de l'any 1846 fins al 1937. Va ser reemplaçada per Abh. Verh. Naturwiss. Vereins Hamburg N. F..

## Publicació
- Vols. 6(2/3)-7, 1876-1883;
- vols. 8-23 (amb títol canviat), 1884-1937